# Грегорчич, Симон

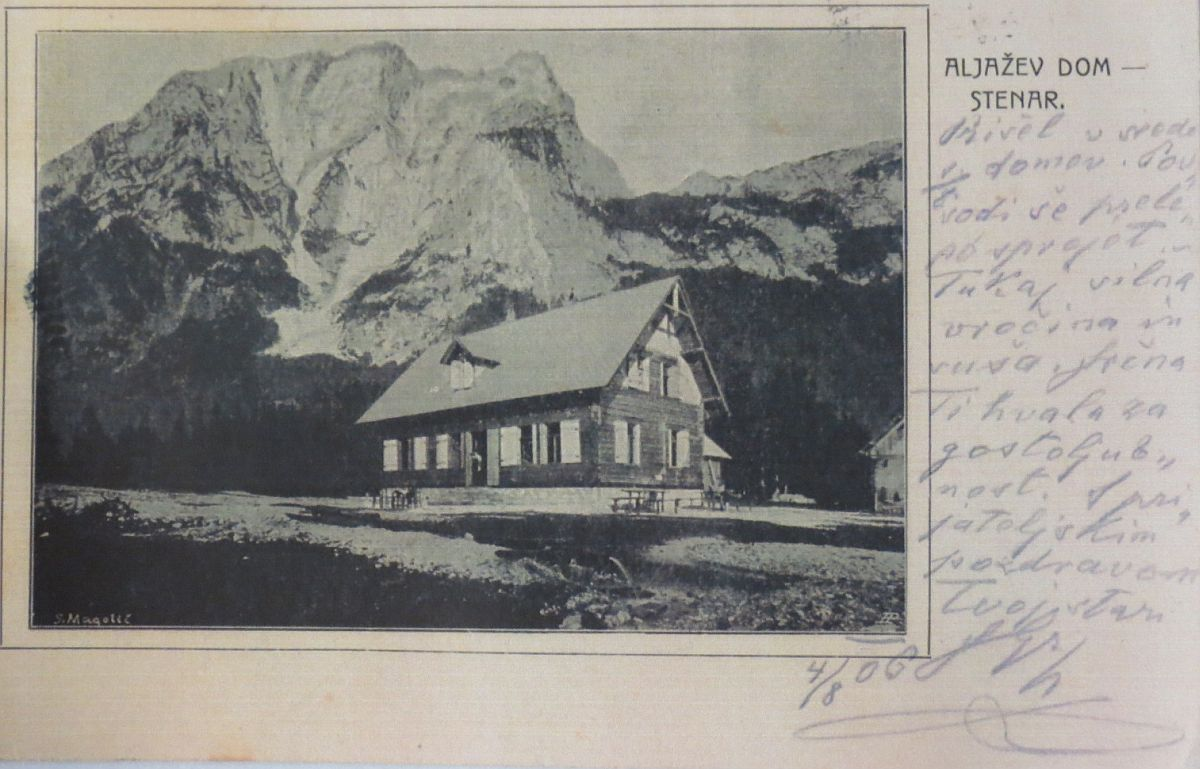
Дом Симона Грегорчича, почтовая карточка, 1906 г.

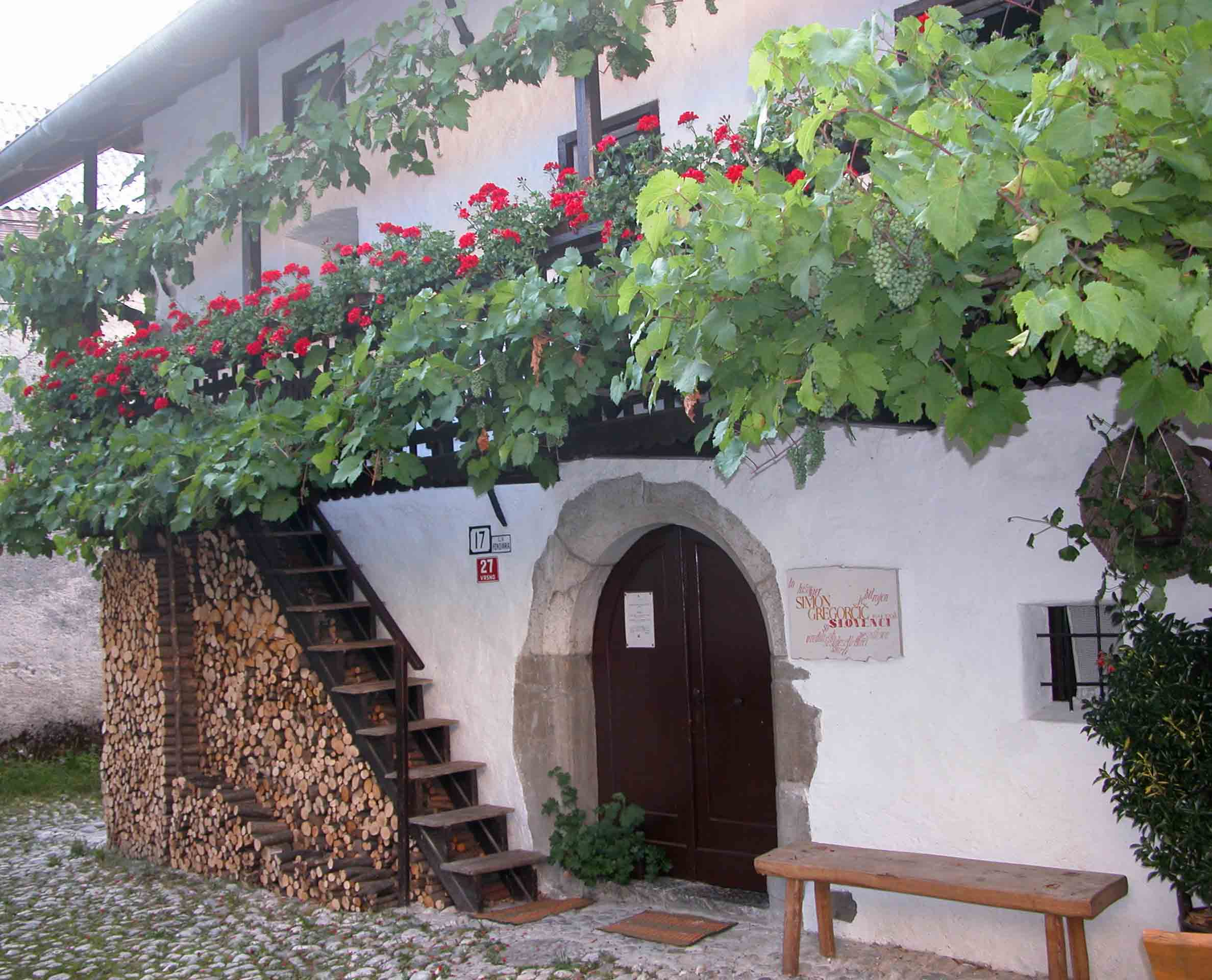
Литературный музей, посвящённый Симону Грегорчичу, Врсно, Словения

Симон Грегорчич (словен. Simon Gregorčič; 15 октября 1844, Врсно, Австрийская империя — 24 ноября 1906, Гориция, Австро-Венгрия) — словенский поэт и католический священник.

## Биография
Симон Грегорчич родился 15 октября 1844 года в небольшой деревне Врсно около города Кобарид в графстве Горица и Градишка. С 1851 года обучался в начальной школе в Либушне. В 1855 году стал учиться в Гориции. После окончания школы поступил в Духовную семинарию в Гориции. 27 октября 1867 года Симон Грегорчич был рукоположён в священника и с 1868 года стал служить викарием в Кобариде, где начал заниматься литературным творчеством. Вместе с другом Игнацием Грунтаром основал одну из первых читален в Словении.
В 1873 году его перевели в город Браник. Впоследствии его несколько раз переводили в разные приходы. В 1903 году Симон Грегорчич вышел на пенсию. Продав свой дом, поселился в Гориции, где скончался 21 ноября 1906 года.

## Творчество
Первые стихотворения Симон Грегорчич начал писать, ещё обучаясь в семинарии. Его произведения публиковались в словенских литературных журналах «Slovenski glasnik», «Zgodnja Danica», «Zvon», «Ljubljanski zvon». В основном писал лирические и патриотические стихотворения. Написал несколько поэм. В 1882 году выпустил первый поэтический сборник «Prvi zvezek Poezij» и спустя шесть лет в 1888 году издал второй сборник «Drugi zvezek Poezij». В 1902 году выпустил третий сборник «Tretji zvezek Poezij». После его кончины был издан в 1908 году сборник «Četrti zvezek Poezij».

## Память
- На родине поэта в селе Врсно находится литературный музей, посвящённый поэту.
- Имя поэта носила бригада Народно-освободительной армии Югославии в годы Второй мировой войны.